# Північні низькотравні прерії
Північні низькотравні прерії (ідентифікатор WWF: NA0811) — неарктичний екорегіон помірних луків, саван і чагарників, розташований на півдні Центральної Канади та на заході США.

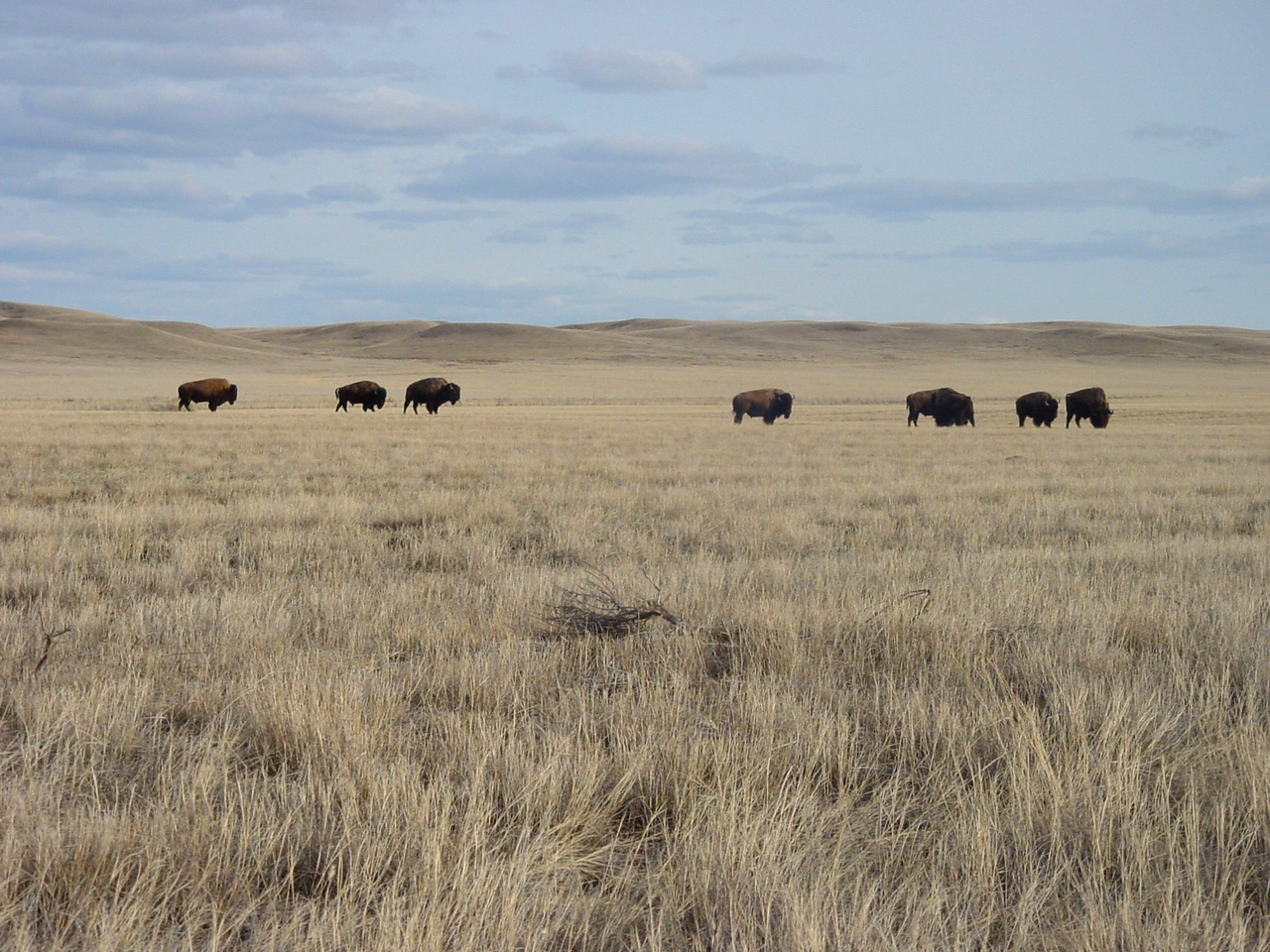
Бізони у преріях Саскачевану (Національний парк Грасслендс)

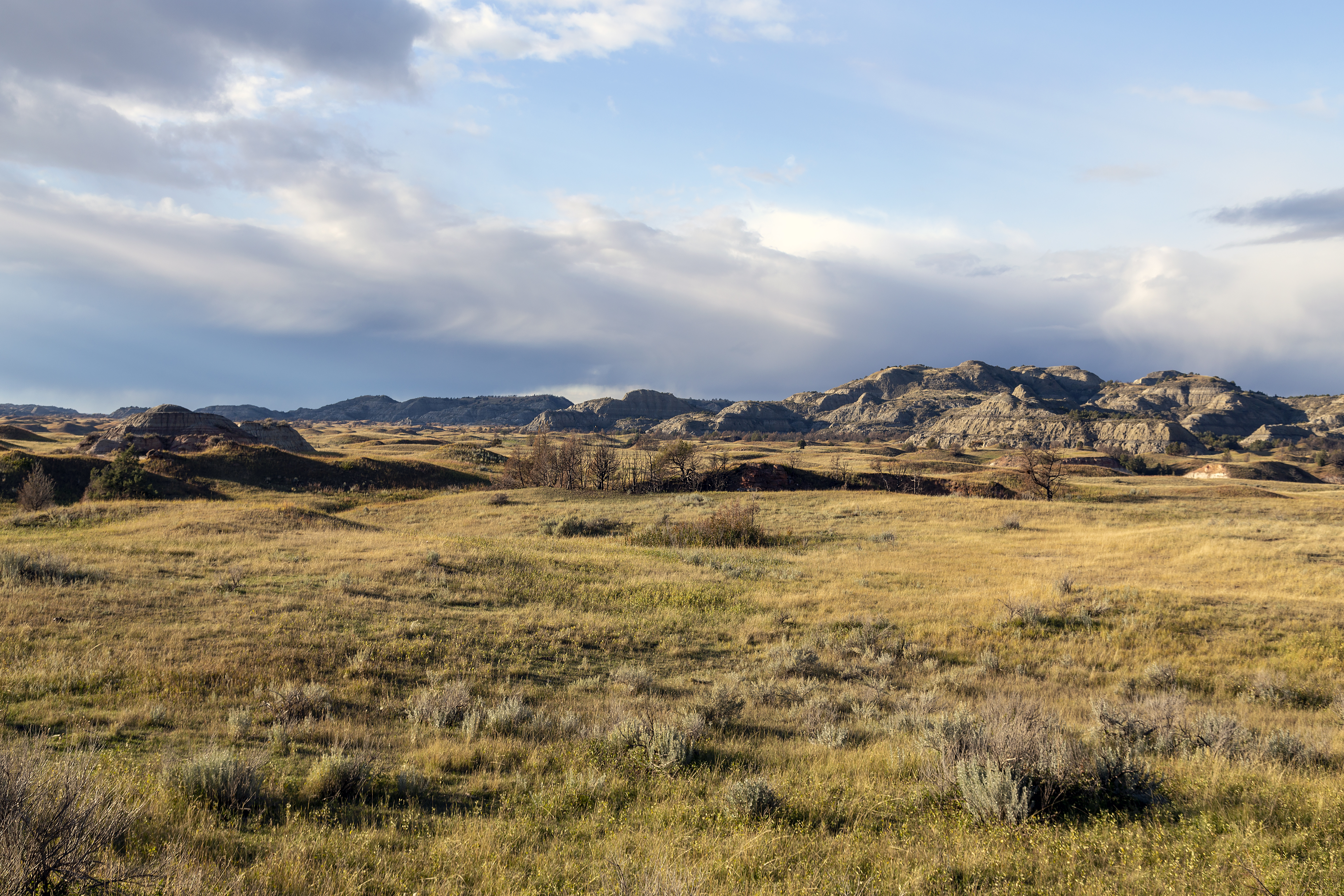
Бедленд у Національний парк Теодора Рузвельта (Північна Дакота)

## Географія
Екорегіон північних низькотравних прерій — це найбільший екорегіон прерій у Північній Америці, який охоплює територію площею 719 348 км². Він простягається від півдня Альберти та Саскачевану до сходу Монтани, північного сходу Вайомінгу, заходу Північної і Південної Дакоти та крайньої півночі Небраски. Рельєф регіону представлений широкими горбистими Великими рівнинами, які простягаються на схід від підніжжя Скелястих гір. Подекуди над цими рівнинами підіймаються ізольовані-пагорби-останці та ерозійні стовпи. У деяких районах на півдні екорегіону трапляються бедленди — порізані численними ярами території, що піддалися дуже сильній водній ерозії.
На північ і схід від екорегіону простягаються північні мішані прерії, на південь — західні низькотравні прерії та мішані прерії Піщаних пагорбів Небраски. В Скелястих горах на заході розташовані екорегіони луків долин та передгір'їв Монтани, чагарникового степу Вайомінгського басейну, лісів півдня Центральних Скелястих гір та лісів Скелястих гір Колорадо. Ізольовані Кипарисові пагорби, які повністю оточені північними низькотравними преріями, входять до екорегіону північних мішаних прерій, а ізольовані Чорні пагорби — до екорегіону лісів півдня Центральних Скелястих гір.

## Клімат
В межах екорегіону переважає напівпустельний клімат (BSk за класифікацією кліматів Кеппена) або вологий континентальний клімат (Dfb або Dfa за класифікацією Кеппена), які характеризуються суворою зимою, коли більша частина опадів випадає у вигляді снігу, коротким вегетаційним періодом та періодичними сильними посухами. В канадській частині екорегіону середньорічна температура коливається від 3,5 °C до 5 °C, середня літня температура становить 16 °C, а середня зимова температура — -10 °C. На півдні екорегіону середні температури є вищими. Середньорічна кількість опадів коливається від 270 мм до 450 мм із заходу на схід. Через низьку кількість опадів та високе випаровування наприкінці літа часто трапляються посухи. В передгір'ях Скелястих гір на заході екорегіону взимку часто дме теплий вітер чинук.

## Флора
Основними рослинними угрупованнями екорегіону є низькотравні прерії, поширені на більшій частині регіону, та мішані прерії, які зустрічаються на півночі та на сході регіону. Важливими факторами, які підтримують існування цих прерій, є пожежі, посухи та випас великих травоїдних тварин, причому пожежі відіграють тут менш помітну роль, ніж в інших екорегіонах прерій.
Серед трав, що домінують у преріях екорегіону, слід відзначити блакитну граму (Bouteloua gracilis), однорічний тонконіг (Poa annua), різні види ковили (Stipa spp.), а також, меншою мірою, великоцвітий кипець (Koeleria macrantha) та посухостійку осоку (Carex xerantica). На південному заході регіону поширені чагарники тризубчастого полину (Artemisia tridentata), але вони майже відсутні на півночі, північному сході та сході, де натомість дуже поширений сріблястий полин (Artemisia cana). У посушливих районах, особливо в бедлендах та на піщаних дюнах, ростуть кактуси опунції (Opuntia spp.). Дерева у преріях майже відсутні, за винятком річкових терас, де ростуть американські осики (Populus tremuloides), трикутнолисті тополі (Populus deltoides), ясенелисті клени (Acer negundo) та верби (Salix spp.). На солончаках зростають американські солонокущі (Sarcobatus vermiculatus), червоні солонці (Salicornia rubra), содники Пурша (Suaeda calceoliformis), дикий ячмінь (Hordeum spontaneum) та різні види покісниці (Puccinellia spp.).

## Фауна
В межах екорегіону зустрічається 78 видів ссавців та понад 230 видів птахів. Серед поширених в екорегіоні ссавців слід відзначити білохвостого оленя (Odocoileus virginianus), чорнохвостого оленя (Odocoileus hemionus), манітобського вапіті (Cervus canadensis manitobensis), вилорога (Antilocapra americana), товсторога (Ovis canadensis), північноамериканську пуму (Puma concolor couguar), руду рись (Lynx rufus), койота (Canis latrans), звичайну лисицю (Vulpes vulpes), американського корсака (Vulpes velox), довгохвосту ласицю (Neogale frenata), смугастого скунса (Mephitis mephitis), звичайного ракуна (Procyon lotor), американського борсука (Taxidea taxus), білохвостого зайця (Lepus townsendii), пустельного кролика (Sylvilagus audubonii), гірського кролика (Sylvilagus nuttallii), прерієву мідицю (Sorex haydeni) та мідицю Мерріама (Sorex merriami). 
Одними з найпоширеніших в екорегіоні ссавців є чорнохвості лучні собачки (Cynomys ludovicianus). Ці ховрахи утворюють величезні розгалужені підземні колонії, які можуть нараховувати від кількох тисяч до десятків мільйонів особин. Лучні собачки використовують складну систему комунікації, повідомляючи інших членів колонії свистом і криками про наближення хижаків. Серед інших гризунів, що зустрічаються у преріях на північному заході Великих Рівнин, слід відзначити тринадцятисмугого ховраха (Ictidomys tridecemlineatus), ховраха Річардсона (Urocitellus richardsonii), північного гоферчика (Thomomys talpoides), полинову строкатку (Lemmiscus curtatus), оливковоспинну торбомишу (Perognathus fasciatus), західну заподу (Zapus princeps), західну врожайницю (Reithrodontomys megalotis), прерієву полівку (Microtus ochrogaster), білочереву коникоїдку (Onychomys leucogaster), кенгурового стрибуна Орда (Dipodomys ordii), жовточеревого бабака (Marmota flaviventris), малого бурундука (Neotamias minimus), лисячу вивірку (Sciurus niger) та канадського голкошерста (Erethizon dorsatum).
Територія екорегіону була місцем, де збереглися одні з останніх стад рівнинних бізонів (Bison bison bison) у світі. Популяція цих тварин зростає, оскільки вони були реінтродуковані на території багатьох заповідників. Чорноногі тхори (Mustela nigripes) вже були визнані вимерлими у 1979 році, однак у 1981 році їх популяція була відкрита у Вайомінгу. Завдяки діяльності природоохоронців популяція цих рідкісних тварин також зросла, і станом на 2015 рік вона нараховувала близько 200 дорослих особин. На жаль, рівнинні вовки (Canis lupus nubilus) та гризлі (Ursus arctos horribilis) були повністю винищені в екорегіоні.
Серед поширених в екорегіоні птахів слід відзначити гострохвостого тетерука (Centrocercus urophasianus), манітобського тетерука (Tympanuchus phasianellus), північну зенаїду (Zenaida macroura), чорнощокого пораке (Phalaenoptilus nuttallii), американського луня (Circus hudsonius), прерієвого канюка (Buteo swainsoni), королівського канюка (Buteo regalis), беркута (Aquila chrysaetos), американського боривітра (Falco sparverius), прерієвого сокола (Falco mexicanus), американського сича (Athene cunicularia), батрамію (Bartramia longicauda), жовтоногого пісочника (Charadrius melodus), гірського пісочника (Charadrius montanus), американського кульона (Numenius americanus), чорнохвостого грицика (Limosa fedoa), канадську сороку (Pica hudsonia), американського сорокопуда (Lanius ludovicianus), західного тирана (Tyrannus verticalis), прерієвого щеврика (Anthus spragueii), рогатого жайворонка (Eremophila alpestris), потюка (Chondestes grammacus), корибіга (Calamospiza melanocorys), бліду карнатку (Spizella pallida), лучну карнатку (Spizella breweri), прерієвого багновця (Ammodramus savannarum), польову вівсянку (Pooecetes gramineus), саванову вівсянку (Passerculus sandwichensis), західного шпаркоса (Sturnella neglecta), чорногрудого подорожника (Calcarius ornatus) та прерієвого подорожника (Rhynchophanes mccownii).
Герпетофауна регіону включає рівнинну ропуху (Anaxyrus cognatus), ропуху Вудхауса (Anaxyrus woodhousi), рівнинного лопатонога (Spea bombifrons), смугасту тигрову саламандру (Ambystoma mavortium), велику фриносому (Phrynosoma hernandesi), рівнинну молочну змію (Lampropeltis gentilis), рівнинну підв'язкову змію (Thamnophis radix), західну свиноносу змію (Heterodon nasicus), гоферову змію (Pituophis catenifer) та прерієвого гримучника (Crotalus viridis)

## Збереження
Близько 85 % прерій екорегіону були перетворені на пасовища або використовуються у богарному землеробстві. Лише близько 2 % території регіону залишаються незайманими. Тим не менш, існує надзвичайно високий потенціал для швидкого відновлення природних ландшафтів, оскільки більша частина прерій деградувала, а не була повністю знищена. Види рослин, характерні для цього екорегіону, еволюціонували, щоб протистояти інтенсивному випасу бізонів, та збереглися у деградованих преріях.
Оцінка 2017 року показала, що 26 440 км², або 4 % екорегіону, є заповідними територіями. Природоохоронні території включають: Національний парк Теодора Рузвельта та Національні луки Літл-Міссурі в Північній Дакоті, Національний парк Бедлендс, Національні луки Баффало-Геп та Національні луки Гранд-Рівер в Південній Дакоті, Національний природний заповідник імені Чарльза М. Рассела в Монтані, Національні луки Тандер-Бейсін у Вайомінгу, Національну природну зону Саффілд, Провінційний парк Райтін-он-Стоун та Провінційний парк Динозаврів в Альберті, а також Національний парк Грасслендс в Саскачевані.